# 宇宙開発協同組合SOHLA
宇宙開発協同組合SOHLA（うちゅうかいはつきょうどうくみあいソーラ）は、日本の民間宇宙開発組織である事業協同組合。2012年11月1日までの旧称は「東大阪宇宙開発協同組合」。

## 概要
中小企業が多く、長引く不況で活力を失いつつある東大阪工業地帯の経済振興策として、航空宇宙産業を地場産業に育てるための共同研究開発を行うために設立された。現在の理事長は杦本日出夫。
当初の構想は「ワンオフ製品が多い人工衛星なら、融通の利く中小企業が有利であり、衛星打ち上げを通じて東大阪の中小メーカー群を宇宙開発メーカーの集合体に再編し、最終的に組合で衛星開発や製作を受注する」というものであったが、この構想は2014年現在、実現には至っていない。
まいど1号開発当時の同組合のポスターには、近畿方言、いわゆる関西弁で「町おこし？いやいや、国おこしやで！」と言うキャッチコピーが書かれていたものもあった。

## 沿革
ボーイング社の航空部品の製造を行う、「株式会社アオキ」を中心にして、人工衛星開発プロジェクトが始まる。
2002年春、大阪府立大学及び東大阪市商工会の協力を経て、「東大阪宇宙開発研究会」を結成。2002年12月16日、大阪府東大阪市荒本北を本拠に設立。2003年、公共広告機構（現：ACジャパン）のキャンペーンとして取り上げられる。2004年5月20日、宇宙航空研究開発機構との間で技術協力提携を締結する。
2005年10月、東京大学工学部小笠原研究室との間で技術協力提携を締結する。2007年5月、NEDOから委託を受けて、小型衛星PETSATの開発に着手。2008年8月、まいど1号完成。
2008年8月20日、まいど1号を、打上げ前試験のため、宇宙航空研究開発機構筑波宇宙センターの試験棟に搬入。2009年1月23日午後0時54分、まいど1号を搭載したH-IIAロケット15号機が、種子島宇宙センターから打上げに成功。
2009年9月、同組合は、まいど1号の運用を停止することを決めた。計画した実験が終了したことのほか、同組合が資金難に陥ったことにより、宇宙航空研究開発機構への管理委託料の工面が不可能になったことが理由で、同年10月15日、運用が終了した。

## 開発衛星
精密工業用部品の生産技術を生かした、小型衛星の開発を中心に行う。
- SOHLA-1：PETSAT技術実証用
- SOHLA-2：PETSAT試験用

SOHLA-1は、50kg級の衛星であり、PETSATで使用される予定の展開ヒンジ機構、小型カメラの宇宙実証と宇宙機の開発の技術の習得を行うことが目的である。
SOHLA-2は、30kg級の衛星ということになっていて、アモルファス型太陽電池、小型固体燃料アポジモータ、小型カメラ、精密電子部品からなる。PETSATはこれをベースにする。
SOHLA-1とSOHLA-2は非同期に開発されており、先行して打ち上げられた衛星がまいど一号となる。SOHLA-1の打ち上げが先であったために、SOHLA-1がまいど一号と呼称されることとなった。
ただし、2010年現在、SOHLA-2の開発着手には至っていない。

## まいど1号の開発について
まいど1号は日本のマスメディアでは「東大阪宇宙開発協同組合が中心となった中小企業が作り上げた」と報道されるが、実際にはまいど1号は「マイクロラブサット (μ-LabSat)」というJAXAが過去に開発した小型衛星をベースとしており、開発自体もJAXAとそのサポート企業が主体であった。そのため、実際には「JAXAのまいど1号の製作を、東大阪宇宙開発協同組合が手伝った」という捉え方もある。設計面の全てと制作の大部分はJAXAが行っており、東大阪宇宙開発協同組合が行ったのは部品の納入と一部分の組み立てである。
この事について、当初、東大阪宇宙開発協同組合のリーダーであった青木豊彦は「概念設計のアイデアをすぐモノにするのは、私ら強いから。うちの工場は思いついたらすぐ形になる」と発言していた。

## 月面用ロボット構想（まいど2号）
2010年4月、組合はまいど1号に続く宇宙機として、二足歩行ロボットを月に送る計画を発表した。このロボットには「まいど君」という仮称が与えられ、2015年ごろにJAXAの月探査機との相乗りで打ち上げることが構想されていた。JAXAの月着陸探査機はSLIMの仮称で2015年に計画が決定し、2024年1月に月面到達したが、これに組合の二足歩行ロボットが搭載されることはなかった。
SLIMの月面着陸から10か月あまりが経過した2024年12月7日、組合は月面用ロボット「まいど2号」の試作機を大阪市内で公開した。2025年国際博覧会にも試作機を展示する予定で、組合関係者は「2025年までに完成させ」「今後10年以内に打ち上げを目指す」という方針を述べている。